# 猶他翼龍屬
猶他翼龍屬（學名：Utahdactylus）意為「猶他州的手指」，是種已滅絕爬行動物，化石發現於美國猶他州的莫里遜組，地質年代為侏羅紀晚期的啟莫里階/提通階。正模標本（編號DM 002/CEUM 32588）是一個不完整、關節脫落的骨骼，分散於數塊石灰岩岩塊上，包含：顱骨碎片、一節頸椎、三節背椎、一節尾椎、肋骨、肩胛骨的鳥喙骨、以及四肢骨頭。在2002年，斯特芬·柯瑞克斯（Stephen Czerkas）與Debra Mickelson將猶他翼龍歸類於翼龍目喙嘴翼龍亞目。在2007年，Chris Bennett認為這些化石沒有翼龍類的可鑑定特徵，無法做出詳細的歸類，僅知牠們是雙孔亞綱的無法歸類物種。

## 歷史
在2002年，斯特芬·柯瑞克斯（Stephen Czerkas）與Debra Mickelson命名、敘述猶他翼龍的化石時，將牠們歸類於翼龍目，翼展估計有1.2公尺，具有長尾巴。柯瑞克斯根據長尾巴、大型但不長的頸椎等特徵，將牠們歸類於喙嘴翼龍亞目，但猶他翼龍的前肢沒有喙嘴翼龍類的溝痕。在2006年的莫里遜組翼龍類研究中，其他科學家認為猶他翼龍的化石在未處理的狀況下而歸類。
在2007年，翼龍類專家Chris Bennett重新研究猶他翼龍的化石，並提出不同於柯瑞克斯等人的結論。他發現許多骨頭被錯誤鑑定，例如：顱骨碎片的位置其實並不明確，可能來自於其他部位、延長的尾椎其實是肋骨、肱骨則不清楚位置、肩胛鳥喙骨也被錯誤鑑定。Bennett無法將其他骨頭歸定位，而已知的骨頭也沒有翼龍類的特徵。Bennett甚至提出這些化石不具有翼龍類的特徵，因此將猶他翼龍歸類於雙孔亞綱的無法歸類屬，狀態為疑名。

## 外部連結
- Utahdactylus in The Pterosaur Database
- Utahdactylus in The Pterosauria